# The Reign of Terror
The Reign of Terror (Le Règne de la Terreur) est le huitième et dernier épisode de la première saison, de la première série de la série télévisée britannique de science-fiction Doctor Who diffusé pour la première fois en six parties hebdomadaires du 8 août au 12 septembre 1964. Écrit par le scénariste Dennis Spooner, il se déroule durant l'épisode de la Terreur lors de la Révolution française.

## Accroche
Le TARDIS atterrit non loin de Paris en 1794. Pris pour des rebelles, les compagnons du Docteur sont emprisonnés et seront mêlés à divers complots dont celui de James Sterling, un agent Anglais infiltré en France et tentant de renverser le pouvoir de Robespierre.

## Casting
- William Hartnell : Le Docteur
- Carole Ann Ford : Susan Foreman
- Jacqueline Hill : Barbara Wright
- William Russell : Ian Chesterton

- Keith Anderson : Robespierre
- Tony Wall : Napoléon
- Jack Cunningham : le geolier
- Jeffrey Wickham : Webster
- Neville Smith : D'Argenson
- Laidlaw Dalling : Rouvray
- James Cairncross : Lemaitre
- Roy Herrick : Jean
- Donald Morley : Jules Renan
- Caroline Hunt : Danielle
- Edward Brayshaw : Léon Colbert
- John Law : Paul Barras
- Dallas Cavell : le surveillant des travaux routiers
- Dennis Cleary : le paysan
- John Barrard : le vendeur
- Ronald Pickup : le physicien
- Howard Charlton : le juge
- Robert Hunter : le sergent
- Ken Lawrence : le lieutenant
- James Hall, Patrick Marley, Terry Bale : soldats

## Résumé

### A Land of Fear
Vexé par la remise en question de ses compétences, le Docteur décide de ramener Ian Chesterton et Barbara Wright dans leur époque d'origine. Hélas, celui-ci semble s'être trompé de destination en les amenant en France. En fouillant une maison non loin de leur point de chute, ils apprennent qu'ils se trouvent en 1794 en plein cœur de la Révolution française à 12 kilomètres de Paris. Dans des vêtements d'époque, ils trouvent des faux papiers dont l'un contient la signature de Robespierre. Peu de temps après, ils sont découverts par deux contre-révolutionnaires, D'Argenson et Rouvray, qui les mettent en joue après avoir assommé le Docteur.
Mais ceux-ci sont à leur tour trouvés par des soldats de la révolution qui abattent D'Argenson et Rouvray et emmènent Ian, Susan et Barbara suspectés d'être eux aussi des renégats. L'un des soldats met le feu à la maison, ne sachant pas que le Docteur, inconscient est à l'intérieur.

### Guests of Madame Guillotine
Le Docteur se réveille plus tard après avoir été sauvé par un jeune enfant qui lui explique que ses amis ont sûrement été emmenés à la prison de la Conciergerie pour y être exécutés.
Accusés d'être des traîtres, Ian, Susan et Barbara n'ont aucun moyen de se défendre et sont promis à la guillotine. Ian se retrouve dans une cellule avec un prisonnier malade du nom de Webster. Ce dernier lui révèle qu'il est chargé de contacter un Anglais, James Stirling. Avant de mourir, Webster lui demande de contacter Stirling et de lui dire de retourner en Angleterre au plus vite. Son seul contact est un homme du nom de Jules Renan que l'on trouve à la taverne du "Chien Gris". Après la mort de Webster, un gradé du nom de Lemaître discute avec Ian et décidant qu'il n'avait rien à voir avec Webster, raye son nom de la liste des candidats à la guillotine.
Pendant ce temps-là, le Docteur continue son chemin vers la capitale et rencontre en chemin un groupe de prisonniers en train de construire une route. Ayant critiqué les méthodes de leur garde, le Docteur se retrouve forcé de creuser, même s'il trouve une ruse permettant à lui et aux autres prisonniers d'assommer le garde et de s'enfuir.
Barbara et Susan se retrouvent dans une cellule insalubre car Barbara avait refusé les avances du gardien de la prison. Elles sont plus tard emmenées vers la guillotine sous les yeux d'un Ian impuissant.

### A Change of Identity
Alors que Susan commence à souffrir de maladie, la carriole transportant Susan et Barbara s'arrête pour changer un fer au cheval. C'est le moment que choisissent deux contre-révolutionnaires, Jules et Jean pour les enlever, les prenant pour des alliées. Bien que Susan ne soit pas en très bonne condition, les contre-révolutionnaires souhaitent leur trouver un bateau pour l’Angleterre, mais Barbara ne veut pas repartir sans avoir retrouvé Ian et le Docteur. Par une coïncidence D'Argenson et Rouvray faisaient partie des personnes que Jules et Jean avaient déjà sauvées et les détails sur leur destin poussent ceux-ci à aider les deux femmes. Un autre contre-révolutionnaire, Léon arrive et commence à flirter avec Barbara, alors que Jules et Jean commencent à suspecter l'existence d'un traître.
Ian de son côté s'enfuit de la Conciergerie, même s'il ne réalise pas qu'il a été fortement aidé par Lemaître pour sortir de sa prison : celui-ci appelle le gardien au moment où il doit ouvrir sa cellule, et fait en sorte qu'il soit assommé au moment de la fuite de Ian. Après avoir échangé sa bague et son manteau contre certains vêtements, le Docteur se fait passer pour un officier régional de la province du sud afin de questionner le geôlier de ses compagnons ; il est alors invité par Lemaître à rencontrer Robespierre. Le geôlier est ensuite visité par un homme qui lui donne la bague du Docteur en lui révélant qu'elle appartient à un traître.

### The Tyrant of France
Le Docteur et Lemaître ont une audience avec Robespierre qui s'avère être un fou paranoïaque qui souhaite augmenter les exécutions. Il est ramené à la Conciergerie par Lemaître et le geôlier qui souhaitent qu'il reste pour la nuit dans une des chambres des soldats, Robespierre ayant prévu de revoir le Docteur le lendemain. Peu après, Lemaître reçoit le vendeur qui est en train de l'informer que le Docteur est sûrement un imposteur. Lemaître le "dédommage" et lui demande de ne rien dire.
Pendant ce temps-là, Léon promet à Barbara qu'il va trouver un médecin afin de guérir Susan. Peu de temps avant, Jules et Jean, constatant que quelqu'un est dans leur planque, l'assomment et le ramènent dans leur quartier général. Il s'agit de Ian et cela lui permet de retrouver Barbara et d'informer Jean et Jules (qui n'est autre que le fameux Jules Renan) des infos qu'il a reçues par Webster lorsqu'il se trouvait en prison. Jean et Jules, ne connaissant absolument pas James Stirling, souhaitent organiser une rencontre entre Ian et Léon.
Alors que Barbara et Susan sont emmenées chez le médecin, celui-ci devient suspicieux à leur égard et décide d'alerter les gardes. Elles sont ramenées à la Conciergerie mais apprennent avec surprise que l'homme chargé de les interroger n'est autre que le Docteur. De son côté, Ian arrive au rendez-vous fixé par dans une église abandonnée, mais il découvre alors à ses dépens que Léon est un traître et qu'il est venu avec des soldats.

### A Bargain of Necessity
Ian est enchaîné par les soldats de Léon. Celui-ci le menace de le torturer s'il ne lui indique pas où se trouve Stirling, mais Ian l'ignore. Il sera heureusement libéré par Jean au cours d'une bataille dans laquelle Léon périra.
À la Conciergerie, le Docteur fait croire au geôlier en chef que Barbara est un membre important parmi les traîtres à la nation et qu'il faudrait la laisser s'échapper discrètement afin de pouvoir avoir l'adresse de leur quartier général. Grâce à cela, elle peut sortir et rejoindre Jean et Ian qui l'informeront de la mort de Léon.
Pendant ce temps-là, Robespierre fait part à Lemaître de ses peurs paranoïaques, notamment celle que le député Paul Barras soit en train de comploter contre lui. Ayant aperçu le Docteur essayant de faire sortir Susan de la Conciergerie, Lemaître fait alors pression sur lui, lui démontrant qu'il sait que le Docteur n'est pas celui pour qui il s'est fait passer : il doit avouer où se trouve la cachette de Jean ou bien il fera guillotiner sa petite-fille. Le Docteur finit par céder et Lemaître fait irruption dans le quartier général des contre-révolutionnaires.

### Prisoners of Conciergerie
Arrivant chez Jean, Lemaître révèle qu'il est non armé et qu'il vient avec de bonnes intentions, car sa véritable identité est James Stirling. Il promet de faire sortir Susan en échange de l'aide de Ian et Barbara dans sa mission. En effet, selon ce que sait Lemaître et les mots que Webster avait marmonnés juste avant sa mort, ils savent qu'une réunion très importante devrait avoir lieu dans une auberge nommée « Le bateau coulant » (« The Sinking Ship »), sur la route de Caen.
Espionnant pour le compte de Stirling, Ian et Barbara sont témoins d'une entrevue entre Barras et un jeune général qui devrait l'aider à reprendre le contrôle de la France ensuite : Napoléon Bonaparte. Informé, Stirling tente de mettre fin à cette conspiration car il ne veut pas que Bonaparte soit maître de la France, mais aucun des compagnons du Docteur ne souhaitent l'aider, car ils savent que l'Histoire ne peut pas être réécrite. Sterling arrive donc trop tard, Robespierre ayant déjà été fait prisonnier et dans la cohue, il se serait fait tirer dans la mâchoire par un de ses assaillants. Le Docteur profite du désordre social pour accuser le geôlier de la Conciergerie d'avoir été le complice de Lemaître, puis l'innocente et lui fait libérer Susan.
Alors que Jean et Stirling leur disent au revoir, tous rentrent dans le TARDIS. Devant les hypothèses de ses compagnons qui évoquent ce qu'il aurait pu se passer s'ils avaient tenté de tuer Napoléon, le Docteur ne leur répond qu'une seule chose : leur destin est parmi les étoiles.

## Continuité
- L'épisode commence avec le souhait du Docteur de ramener Ian et Barbara en Angleterre, à la suite de la discussion vexante qu'ils avaient eu dans l'épisode précédent.
- Susan et Barbara évoquent l'emprisonnement auquel elles avaient été soumises par les hommes des cavernes dans « An Unearthly Child ».
- Lorsqu'ils parlent du fait que le cours de l'Histoire ne puisse pas être réécrit, Barbara souligne qu'elle l'a appris lors de leur aventure avec les Aztèques (« The Aztecs »).
- Le début de « An Unearthly Child » laisse penser soit que Susan avait visité l'époque de la Révolution française, soit qu'elle ait appris que certains évènements n'ont pas eu lieu comme écrit dans les livres.